# الحرب الباردة (1947–1953)

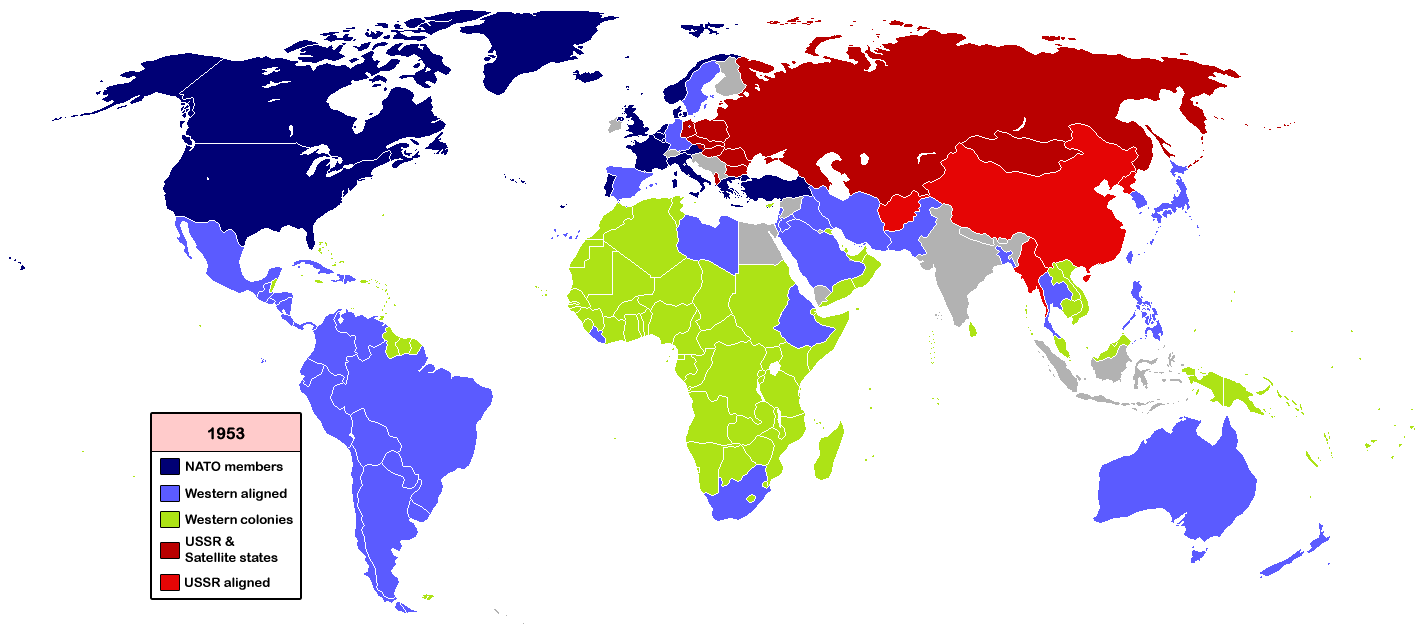
التحافات العالميَّة عام 1953.

الحرب الباردة (1947 - 1953) هي فترة الحرب الباردة الممتدة من إعلان مبدأ ترومان في عام 1947 وحتى انتهاء الحرب الكورية في عام 1953. نشأت الحرب الباردة في أوروبا بعد سنوات قليلة من فوز التحالف الناجح بين الولايات المتحدة والاتحاد السوفيتي والمملكة المتحدة بالحرب العالمية الثانية في أوروبا، وامتدت إلى 1989-1991. في عام 1947، صاغ برنارد باروخ، الممول المليونير والمستشار لعدة رؤساء من وودرو ويلسون إلى هاري ترومان، مصطلح «الحرب الباردة» لوصف العلاقات الباردة بشكل متزايد بين حليفي الحرب العالمية الثانية: الولايات المتحدة والاتحاد السوفيتي.
ظهرت بعض النزاعات بين الغرب والاتحاد السوفيتي في وقت سابق. في الفترة 1945-1946، احتجت الولايات المتحدة والمملكة المتحدة بقوة على جهود السوفيت المبذولة لبسط سيطرتها السياسية في أوروبا الشرقية وإيران، في حين أن البحث عن الجواسيس السوفيت جعل التوترات أكثر وضوحًا. ومع ذلك، يؤكد المؤرخون أن الانفصال الحاسم بين الولايات المتحدة والمملكة المتحدة من جهة والاتحاد السوفيتي من جهة أخرى جاء في 1947-1948 بشأن قضايا مثل مبدأ ترومان ومشروع مارشال وحصار برلين، متبوعة بتشكيل الناتو في عام 1949. وقعت الحرب الباردة في جميع أنحاء العالم، ولكن بتوقيت مختلف جزئيًا خارج أوروبا.

## إنشاء الكتلة الشرقية
خلال الحرب العالمية الثانية، ضمّ الاتحاد السوفيتي العديد من الدول كجمهوريات اشتراكية سوفيتية ضمن اتحاد الجمهوريات الاشتراكية السوفيتية. جرى التنازل عن معظم هذه الدول للاتحاد بموجب جزء من المعاهدة السرية لاتفاق مولوتوف ريبنتروب مع ألمانيا النازية. تشمل الأراضي التي تم ضمها لاحقًا شرق بولندا (دُمِجت في جمهوريتين مختلفتين تابعتين للاتحاد السوفيتي)، لاتفيا (أصبحت جمهورية لاتفيا الاشتراكية السوفيتية)، إستونيا (أصبحت جمهورية إستونيا الاشتراكية السوفيتية)، ليتوانيا (أصبحت جمهورية ليتوانيا الاشتراكية السوفيتية)، جزء من شرق فنلندا (أصبحت جزءًا من الجمهورية الكريلية الفنلندية الاشتراكية السوفيتية)، وشمال رومانيا (أصبحت جمهورية مولدوفا الاشتراكية السوفيتية).
أصبحت العديد من الدول الأخرى التي سيطر عليها الاتحاد السوفيتي والتي لم يضمها مباشرة إليه دولًا تابعة للاتحاد السوفيتي. في ألمانيا الشرقية وبعد خسائر الانتخابات المحلية، حصل اندماج قسري للأحزاب السياسية في حزب الوحدة الاشتراكي (SED)، تلته الانتخابات في عام 1946 حيث تعرّض فيها المعارضون السياسيون للقمع. في الجزء غير الملحق بالاتحاد السوفيتي من بولندا، صوّت أقل من ثلث سكان بولندا لصالح إصلاحات الأراضي الشيوعية الضخمة وتأميم الصناعة في استفتاء حول السياسات يعرف باسم «3 مرات نعم»، عندئذ أجريت انتخابات مزورة ثانية للحصول على النتيجة المرجوة. أدت الانتخابات البولندية المزورة في يناير 1947 إلى تحول بولندا رسميًا إلى جمهورية بولندا الشعبية.
والحقيقة هي أن معظم دول أوروبا الشرقية كانت أيضًا جزءًا من اتفاقية ستالين السرية التي عقدها مع ونستون تشرشل في مؤتمر موسكو الرابع في عام 1944 وسُمّيت اتفاقية النسب. لم يُعرف بأمر هذه الاتفاقية حتى عام 1953 تقريبًا عندما نشر تشرشل مذكراته. يوضّح بحث ريسيس أن روزفلت كان مطّلعًا على هذه الاتفاقية ولكنه لم يقدم سوى الدعم المشروط لتشرشل بعد تلقي معلومات محدّثة بشأن المحادثات؛ رغم أن روزفلت كان قد أبلغ ستالين قبل الاجتماع: «لا شكّ في أن الولايات المتحدة ليست مهتمة في هذه الحرب العالمية سياسيًا أو عسكريًا» وعلى هذا النحو، يمكن القول إن بداية الحرب الباردة كانت في الرابع من أكتوبر 1944.
قائمة بقادة العالم في بداية هذه السنوات هي كما يلي:
- 49-1947: كليمنت أتلي (المملكة المتحدة)؛ هاري ترومان (الولايات المتحدة)؛ فينسنت أوريول (فرنسا)؛ جوزيف ستالين (الاتحاد السوفيتي)؛ تشانغ كاي شيك (الصين الحليفة).
- 51-1950: كليمنت أتلي (المملكة المتحدة)؛ هاري ترومان (الولايات المتحدة)؛ فينسنت أوريول (فرنسا)؛ جوزيف ستالين (الاتحاد السوفيتي)؛ ماو تسي تونغ (الصين).
- 53 - 1952: ونستون تشرشل (المملكة المتحدة)؛ هاري ترومان (الولايات المتحدة)؛ فينسنت أوريول (فرنسا)؛ جوزيف ستالين (الاتحاد السوفيتي)؛ ماو تسي تونغ (الصين).

في المجر، عندما أقام السوفيت حكومة شيوعية، تولّى ماتياش راكوشي منصب الأمين العام للحزب الشيوعي المجري، الذي استهلّ واحدًا من أقسى الديكتاتوريات في أوروبا في ظل جمهورية المجر الشعبية. في بلغاريا، قبيل نهاية الحرب العالمية الثانية، عبر الاتحاد السوفيتي الحدود وخلق الظروف لحدوث انقلاب شيوعي في الليلة التالية. تولّى القائد العسكري السوفيتي في صوفيا السلطة العليا، وتولّى الشيوعيون الذين وجّههم، بمن فيهم كيمون جورجيف (الذي لم يكن شيوعيًا، وإنما عضوًا في المنظمة السياسية النخبوية «زفينو»، ويعمل مع الشيوعيين)، السيطرة الكاملة على السياسة الداخلية في جمهورية بلغاريا الشعبية.
بدعم من الاتحاد السوفيتي، تولّى الحزب الشيوعي التشيكوسلوفاكي زمام السيطرة على حكومة تشيكوسلوفاكيا في انقلاب تشيكوسلوفاكيا عام 1948، منذرًا بالديكتاتورية. في الانتخابات العامة الرومانية عام 1946، استخدم الحزب الشيوعي الروماني (PCR) أساليب التخويف واسعة النطاق والتزوير الانتخابي للحصول على 80 في المئة من الأصوات، وألغى فيما بعد دور الأحزاب الوسطية ومارس عمليات الدمج القسري، ما أسفر عن ذلك إما إعدام معظم السياسيين غير الشيوعيين أو نفيهم أو سجنهم بحلول عام 1948. في الانتخابات الألبانية في ديسمبر 1945، كانت خيارات الاقتراع الوحيدة الفعالة هي خيارات الجبهة الديمقراطية الشيوعية (ألبانيا)، بقيادة أنور خوجة. في عام 1946، أُعلنت ألبانيا باسم جمهورية ألبانيا الشعبية.
في بادئ الأمر، وجّه ستالين الأنظمة في دول الكتلة الشرقية التي رفضت الخصائص المؤسساتية الغربية لاقتصادات السوق، والحكم الديمقراطي (الذي يطلق عليه «الديمقراطية البرجوازية» بلغة السوفيت) وسيادة القانون، مضعفًا التدخل التقديري من قبل الدولة. كانت هذه الدول شيوعية اقتصاديًا واعتمدت على الاتحاد السوفيتي في الحصول على كميات كبيرة من المواد. رغم حدوث هجرة جماعية من هذه الدول إلى الغرب خلال السنوات الخمس الأولى التي أعقبت الحرب العالمية الثانية، أوقفت القيود المطبَّقة بعد ذلك معظم الهجرة من الشرق إلى الغرب، باستثناء تلك الهجرة التي تكون بموجب اتفاقيات ثنائية محدودة وغيرها من الاتفاقيات.

## الاحتواء
ربما كانت الفترة ما بعد عام 1945 هي الذروة التاريخية التي بلغتها شعبية الإيديولوجية الشيوعية، إذ إن الأعباء التي تحمّلها الجيش الأحمر والاتحاد السوفيتي قد أكسبت الإيديولوجية احترامًا كبيرًا، والتي كانت لتحظى بفرصة جيدة لخلق أوروبا الشيوعية، لو أن جوزيف ستالين استغل هذه الشعبية بالكامل. حققت الأحزاب الشيوعية شعبية كبيرة في دول مثل الصين واليونان وإيران وجمهورية مهاباد. وصلت الأحزاب الشيوعية مسبقًا إلى السلطة في رومانيا وبلغاريا وألبانيا ويوغوسلافيا. شعرت المملكة المتحدة والولايات المتحدة بالقلق من أن الانتصارات الانتخابية التي تحقّقها هذه الأحزاب الشيوعية في أي من هذه البلدان يمكن أن تؤدي إلى تغيير اقتصادي وسياسي كاسح في أوروبا الغربية.

### خطط مورغنثاو ومارشال

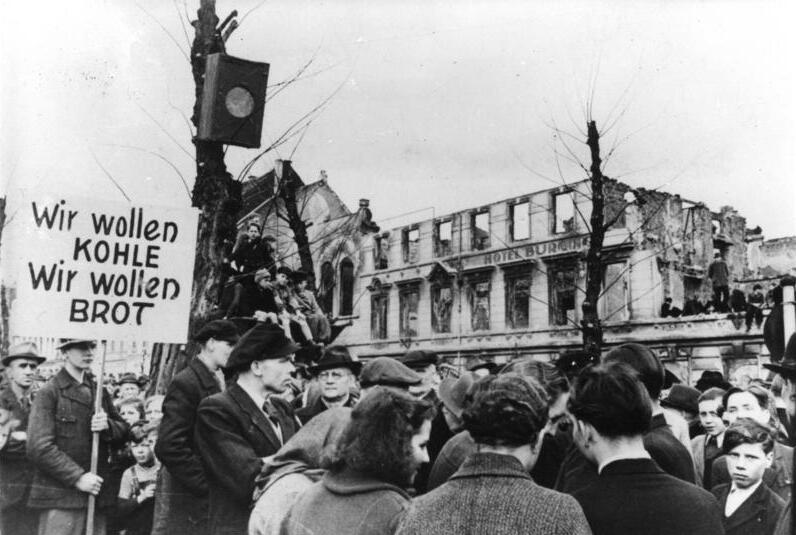
مظاهرة في ألمانيا الغربية خلال شتاء الجوع بتاريخ 31 مارس عام 1947 يظهر على اللافتة بالألمانية "نريد فحم. نريد خبز".

بعد أن حصدت الحرب حياة 27 مليون شخص، كان الاتحاد السوفيتي مصمّمًا على تدمير قدرة ألمانيا على شن حرب أخرى، ودفعه ذلك إلى عقد مؤتمرات وقت الحرب، تمخّض عنها سياسة خطة مورغنثاو التي تنبأت بإعادة ألمانيا دولةً رعويةً من دون أي صناعات ثقيلة. ولكن بسبب التكاليف المتزايدة لواردات المواد الغذائية لتجنب المجاعة الجماعية في ألمانيا، ومع خطر خسارة الأمة بأكملها للشيوعية، تخلّت الحكومة الأمريكية عن خطة مورغنثاو في سبتمبر 1946 في خطاب وزير الخارجية جيمس بيرنز «إعادة صياغة السياسة بشأن ألمانيا».
في يناير 1947، عيّن ترومان الجنرال جورج مارشال وزيرًا للخارجية، وسنّ JCS 1779، الذي صدر عنه مرسوم يفيد بأن «أوروبا المنظمة والمزدهرة بحاجة إلى المساهمات الاقتصادية من ألمانيا المستقرة والمنتجة». جاء هذا التوجيه منسجمًا مع رأي الجنرال لوسيوس د. كلاي ورئيس الأركان المشترك بشأن النفوذ الشيوعي المتنامي في ألمانيا، فضلًا عن فشل ما تبقى من الاقتصاد الأوروبي في التعافي من دون القاعدة الصناعية الألمانية التي كان معتمدًا عليها سابقًا. التقى مسؤولو الإدارة بوزير الخارجية السوفيتي فياتشيسلاف مولوتوف وغيره للضغط من أجل جعل ألمانيا مكتفية ذاتيًا من الناحية الاقتصادية، بما في ذلك تقديم شرح مفصّل للمنشآت الصناعية والسلع والبنية التحتية التي أزالها السوفيت مسبقًا. بعد ستة أسابيع من المفاوضات، رفض مولوتوف المطالب وأُجّلت المحادثات. كان مارشال محبطًا بشكل خاص بعد لقائه شخصيًا مع ستالين، الذي أبدى القليل من الاهتمام في إيجاد حل للمشاكل الاقتصادية الألمانية. خلصت الولايات المتحدة إلى أن إيجاد حل لم يعد يحتمل الانتظار. في خطاب أُلقي في 5 يونيو 1947، بالانسجام مع مبدأ ترومان، أعلن مارشال عن برنامج شامل للمساعدة الأمريكية لجميع الدول الأوروبية التي ترغب في المشاركة، بما في ذلك الاتحاد السوفيتي ودول أوروبا الشرقية، عُرف هذا الخطاب بمشروع مارشال.
خوفًا من الاختراق السياسي والثقافي والاقتصادي الأمريكي، منع ستالين في النهاية دول الكتلة الشرقية السوفيتية المؤسِّسة حديثًا للكومنفورم من قبول مساعدة مشروع مارشال. في تشيكوسلوفاكيا، تطلّب الأمر انقلابًا تشيكوسلوفاكيًا مدعومًا من الاتحاد السوفيتي في عام 1948، صدمت وحشيته القوى الغربية أكثر من أي حدث آخر حتى ذلك الحين وأثارت المخاوف لفترة وجيزة بشأن اندلاع الحرب وأزالت بقايا المعارضة الأخيرة لمشروع مارشال في كونغرس الولايات المتحدة.